# Lac d'Artouste
Lac d'Artouste är en sjö i Pyrénées-Atlantiques i regionen Nouvelle-Aquitaine i Frankrike. Lac D'Artouste är en naturlig sjö i floden Ossaus dalgång och ligger 1 997 meter över havet. Den har en yta på 0,56 km2.
Sjön får vatten från ån Arrémoulit, som kommer från Lacs d'Arrémoulit, från en å med Pic du lac d'Arrious som källa och från Lacs de Batboucou. Sjön är på tre sidor omgiven av Parc national des Pyrénées.
Vid den naturliga sjön, som ursprungligen låg på 1 922 meters höjd har byggts en lätt rundad betongdamm, som är 27 meter hög. Den invigdes 1929. Denna damm har sedan höjts en andra gång 1962.
Dammen ger vatten till en underjordisk kraftstation, som ligger 73 meter under dammen och har en effekt på 2 634 MW. 

## Le petit train d'Artouste

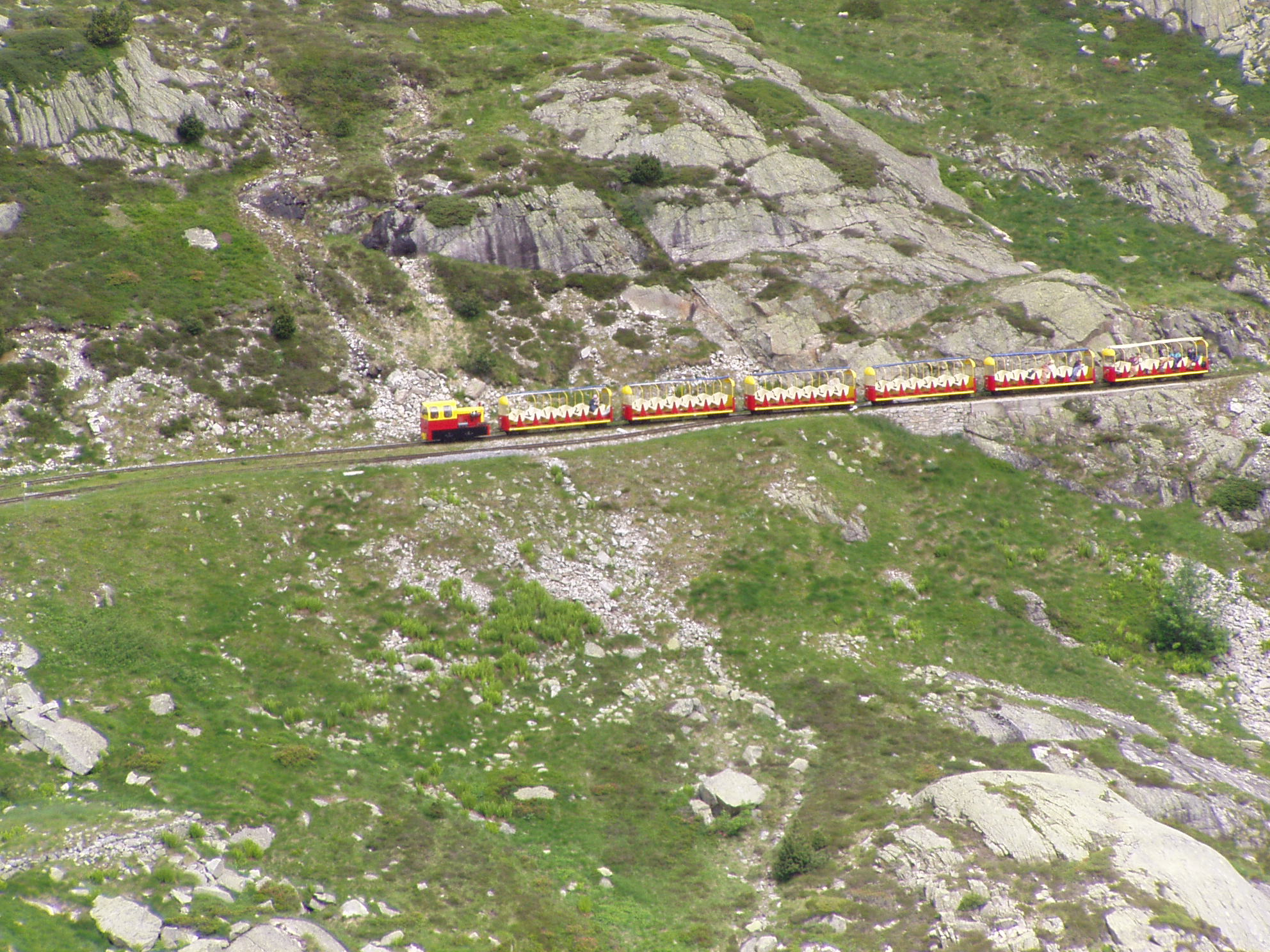
Artoustebanan

För att transportera arbetare till byggplatsen under anläggningsåren 1924–1929 byggdes en järnväg från Sagettetoppen, som sedan nåddes med en linbana. Soussouéoudalen saknade och saknar fortfarande vägar. Artoustebanan används fortfarande, men nu som en turistattraktion med dalstation i sportorten Fabrèges.

## Bildgalleri

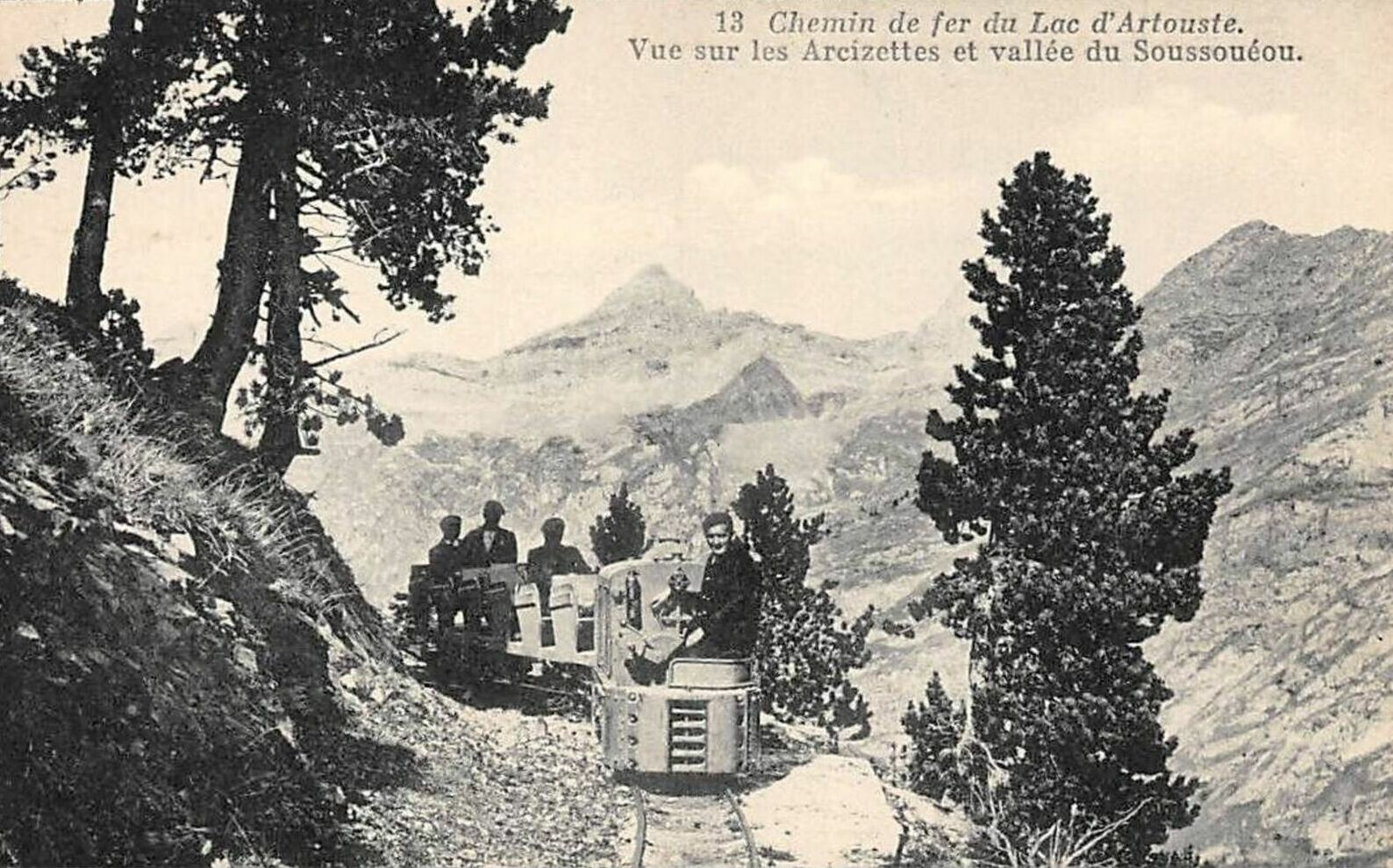
Artoustejärnvägen och vy över Arcizettes och Soussoueoudalen, omkring 1932
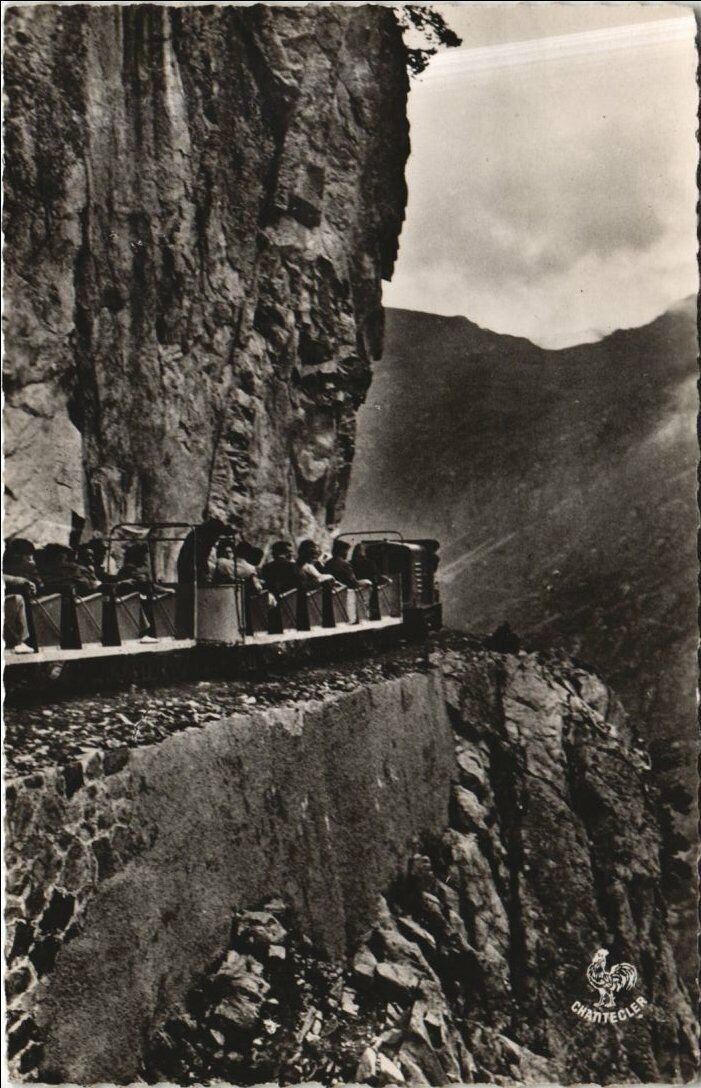
Järnvägen, omkring 1932
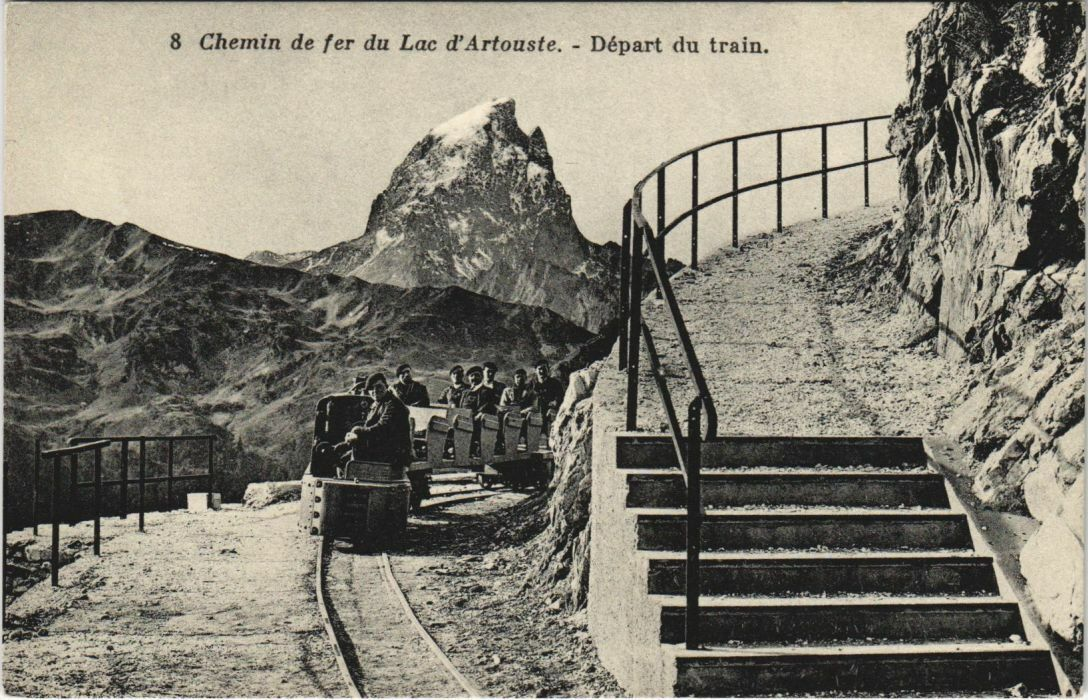
Järnvägens toppstation
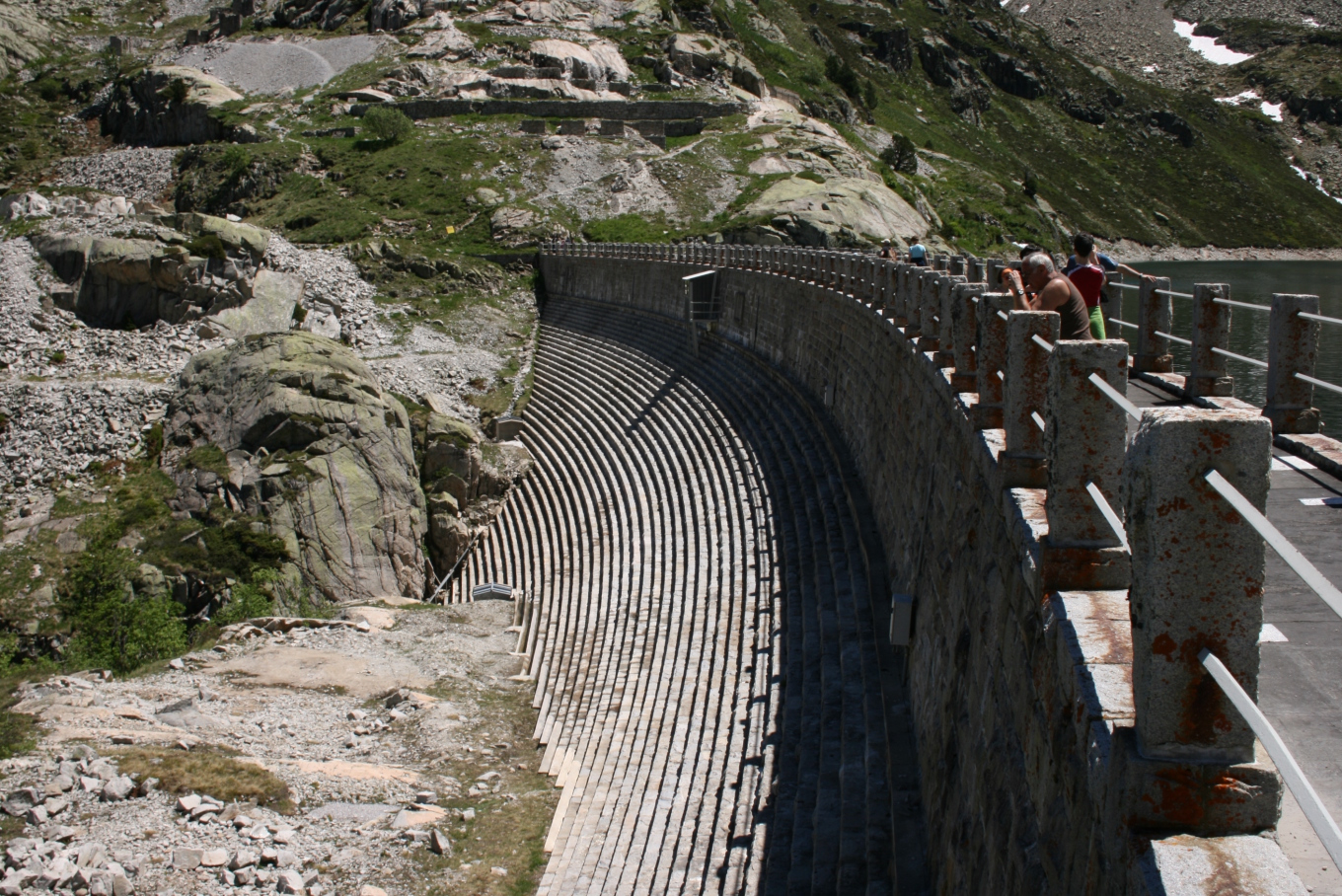
Dammen